# Filippo De Nobili
Don Filippo De Nobili surnommé Pippo De Nobili (23 septembre 1875, Catanzaro - 7 février 1962, Catanzaro), 10e baron de Magliacane, est un intellectuel, écrivain, bibliothécaire, poète, historien, journaliste et lexicographe italien.
Disciple du marxiste Antonio Labriola puis du poète Giovanni Pascoli, il fut responsable d'un mouvement étudiant, causant son expulsion de l'université de Rome « La Sapienza » en 1896, en faveur de l'ex-ministre Guido Baccelli et contre le nouveau ministre de l'Instruction publique Emanuele Gianturco. Filippo De Nobili est connu pour son engagement dans la lutte contre le fascisme (auprès notamment de Francesco Maruca) et pour ses qualités intellectuels qui formèrent une génération d'historiens et d'écrivains en Italie du Sud (parmi lesquels Corrado Alvaro et Umberto Bosco). En fin de vie, il adhère à l'anarchisme révolutionnaire.
Il a donné son nom à la bibliothèque municipale Filippo-De-Nobili de Catanzaro qu'il a dirigé de 1908 à 1958. En 1959, il reçoit la médaille d'or de l'ordre du Mérite à la Culture et aux Arts (ayant déjà refusé en 1934 la distinction de chevalier de l'ordre de la Couronne d'Italie).

## Famille

### Les De Nobili
La famille De Nobili était une des lignées les plus influentes de la ville de Catanzaro avec celle des Marincola et celle des Grimaldi de Calabre. Originaire de l'île de Lipari, elle se divisait en quatre branche : celle de Pescara (éteinte au XIXe siècle), celle de Naples (éteinte également au XIXe siècle, elle portait le titre de marquis), celle de la Bagliva (qui portait le titre de baron du bailliage de Catanzaro, elle fut représentée par le grand chambellan Emanuele De Nobili qui était propriétaire de 40 % des biens expropriés à l’Église en Italie du Sud, et par ses fils qui s'exilèrent sur l'île grecque de Corfou à la suite de l'affaire De Nobili) et celle des barons de Magliacane dont faisait partie Filippo De Nobili. Cette branche descendait d'Ottavio De Nobili (1628-1697) qui avait été baron de Magliacane dès 1692 et de Stalettì,.
Les De Nobili furent en possession de nombreux fiefs en Calabre : dans la province de Vibo Valentia (la ville même de Vibo Valentia ainsi que celle de Tropea), dans la province de Reggio de Calabre (la ville de Reggio de Calabre), dans la province de Catanzaro (le bailliage de Catanzaro et de nombreux autres fiefs), dans la province de Crotone et dans la province de Cosenza (la ville de Cosenza) ainsi que quelques fiefs en Sicile (l'île de Lipari et Mazara del Vallo).
Filippo De Nobili était le fils de Carlo De Nobili (1845-1908), baron de Magliacane, le petit-fils du baron Filippo De Nobili (qui fit partie des 171 donateurs de la ville de Catanzaro pour soutenir le Risorgimento) et l'arrière-petit-fils de Carlo De Nobili (1777-1831). Ce dernier avait été le 1er maire de Catanzaro, nommé durant la période napoléonienne tandis que son cousin Emanuele devenait grand chambellan du royaume. Par la suite, il fut également Président pendant une décennie de la Société économique de Catanzaro (réélu en 1830, il refusa la charge), conseiller d'intendance du royaume pendant le règne des Bourbon-Siciles et également chevalier de Malte,.

### Le père: Carlo De Nobili

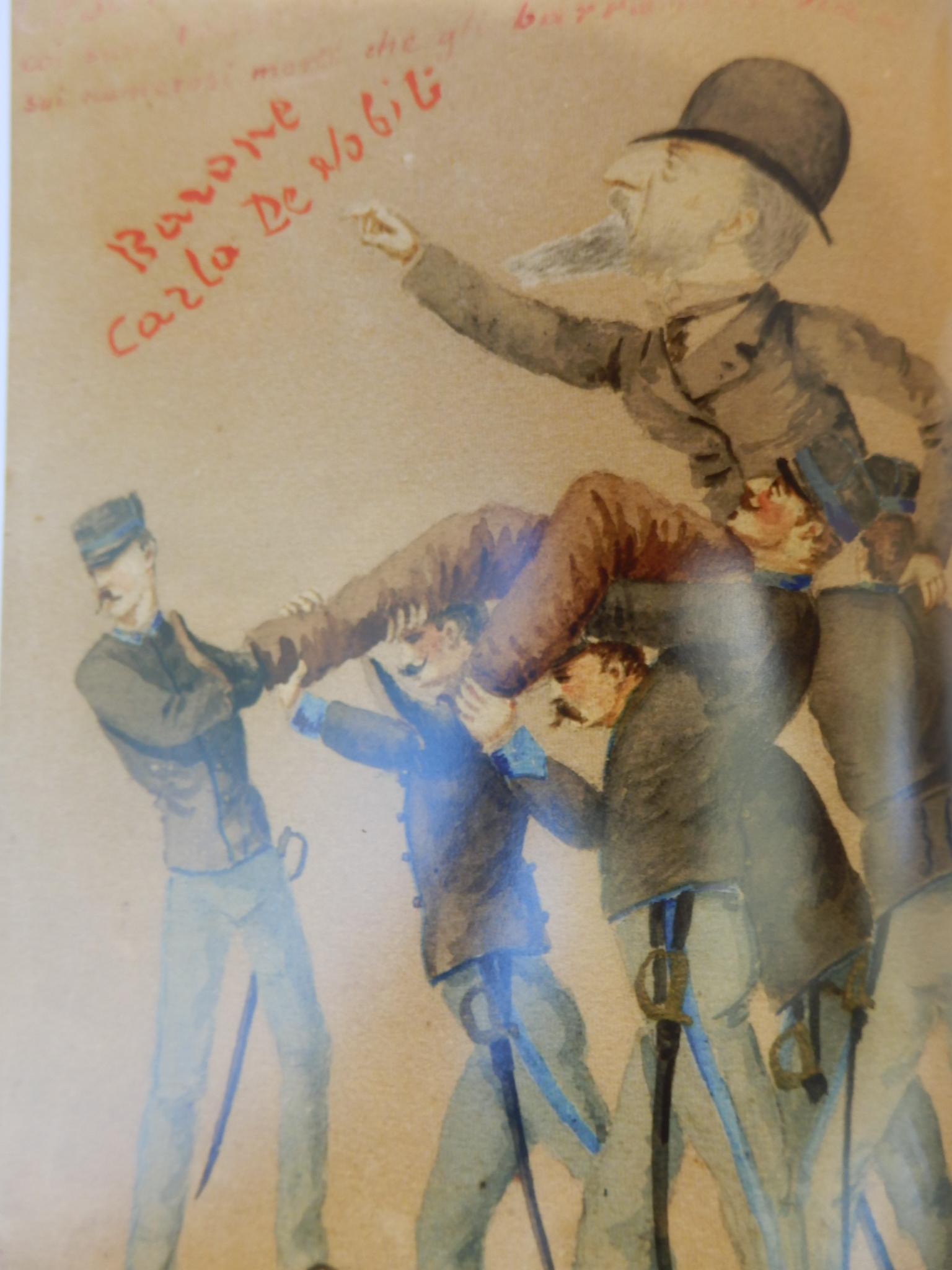
Carlo De Nobili.

Carlo De Nobili nait à Catanzaro en 1845 du baron et écrivain Filippo De Nobili (1811-1863) et de la noble Giulia Marincola de San Calogero. En 1863, il hérite des terres familiales (dont celle de la Madonna dei Cieli, où poussaient à l'époque des fougères, du genêt et des figuiers de Barbarie et qui se trouve aujourd'hui dans le centre de Catanzaro et dont une partie est occupée par l'hôpital Pugliese Ciaccio, du nom d'un beau-frère de Filippo De Nobili, et une autre par l'église de la Madonna dei Cieli) et du titre de baron de Magliacane,.
Carlo fut un homme politique de centre droit (contrairement à son fils qui était socialiste et anarchiste en fin de vie) qui jouissait d'une grande influence dans la province de Catanzaro grâce à ses connaissances à travers le Cercle de Catanzaro (cercle nobiliaire dont firent partie diverses personnalités politiques dont le ministre de gauche Bernardino Grimaldi qui était également cousin au 2e degrés du De Nobili). Il s'opposa dans les années 1870 à la politique du patriote et ministre de gauche Giovanni Nicotera (1828-1894). Le 25 janvier 1880, il est nommé directeur du personnel du Cercle de Catanzaro, dont il avait été un des fondateurs en 1871 aux côtés de Menotti Garibaldi, le fils du « père de la patrie italienne ».
Écrits à partir des années 1870, les journaux personnels de Carlo De Nobili servirent de bases à de nombreux ouvrages d'histoire parmi lesquels celui d'Umberto Ferrari, Socialità d'élite in Calabria dal 1872 al 2012, publié en 2013 aux éditions Sensazioni Mediterranee.
Dans la première moitié des années 1890, Carlo De Nobili fonde une banque à Catanzaro. Cet investissement contribua à sa propre faillite économique qui l'obligea à quitter le Cercle de Catanzaro et à vendre une partie de la baronnie de Magliacane. Il se retire alors dans l'écriture d'ouvrages historiques et en 1908, il devient directeur de la bibliothèque municipale de Catanzaro (futur bibliothèque municipale Filippo-De-Nobili),.
Il est également un des tout premiers membres du Club alpin italien (fondée en 1863) auquel il adhère en 1879, date de la création de la section de Catanzaro. On retrouve parmi les œuvres littéraires de Carlo De Nobili ses deux journaux personnels :
- Diario di Carlo De Nobili (de 1874 à 1883).
- Diario di Carlo De Nobili (de 1889 à 1900).

Ainsi que plusieurs ouvrages d'histoire dont :
- Sulle origini di Catanzaro (1907)[14].
- Cronaca della Città di Catanzaro, écrite par Carlo De Nobili et Tommaso de Domenico Marincola.
- Cronaca catanzarese del 1883, écrite par Carlo De Nobili et son fils Filippo De Nobili.
- Elenchi degli amministratori di Catanzaro.

## Biographie

### Enfance
Filippo De Nobili nait sous le nom de Filippo, Maria, Francesco De Nobili le 23 septembre 1875 à Catanzaro dans le Palazzo De Nobili di Magliacane (palais nobiliaire appartenant à la famille depuis la fin du XVIIe siècle), qui donne sur la place Grimaldi dans le centre histoire historique de la ville. Il est le deuxième enfant du baron Carlo De Nobili (1845-1908) et de Concetta Pugliese (1845-1924) après Giulia I De Nobili (juillet 1874-octobre 1874) et avant Giulia II (1877-1968), qui épousera Clemente Scandale (un cousin du peintre napolitain Achille Talarico et neveu du député Filippo Marincola) et qui compte parmi sa descendance le fondateur du hameau de Copanello, Maria Stella, Francesco di Paola (1882-1897), Rosa (1885-1959) qui épousera un petit-fils du gynécologue et obstétricien Domenico Tarsitani (né à Cittanova en 1817 et mort à Torre del Greco en 1873), Ottavio (1887-1914), Alberto (1889-1893) et Maddalena De Nobili (née en 1891) qui épousera l'avocat Francesco Saverio Pugliese (créateur de l'hôpital Ciaccio Pugliese de Catanzaro).
Sa mère, Concetta Pugliese, descend d'une famille originaire de Feroleto et Pianopoli et Filippo De Nobili est ainsi le cousin de Giovanni Pugliese Carratelli (1911-2010), historien de l'Antiquité et directeur de l'École normale supérieure de Pise, qui lui rendra hommage en se souvenant de lui comme d'un « bibliothécaire républicain ayant été expulsé de l'université de Rome pour avoir sifflé le roi Humbert Ier ».
Pendant sa jeunesse, il rencontre Nicola Lombardi (né à Mileto le 20 décembre 1870), futur député de la XXIVe à la XXVIIe législature du royaume d'Italie puis sous-secrétaire d’État du ministère des Travaux publics de juillet 1921 à février 1922, dont il restera un grand ami,. Parmi ses compagnons d'enfance on retrouve aussi le philosophe et poète Giuseppe Casalinuovo (né à San Vito sullo Ionio en 1885 et mort à Catanzaro en 1942), un des fondateurs du Parti socialiste italien en Calabre, qui fut le père du ministre des Transports Mario Casalinuovo,.

### Mouvements estudiantins

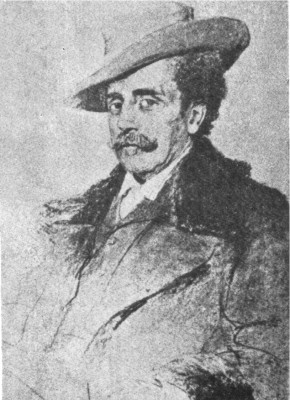
Portait d'Antonio Labriola.

Filippo De Nobili est envoyé par ses parents à la Faculté de Jurisprudence de l'université de Rome « La Sapienza » où il rencontre le philosophe marxiste Antonio Labriola (1843-1904) dont il devient le disciple. À cette époque, qui concorde approximativement avec la ruine de son père, il devient un des trois chefs qui dirigent les mouvements estudiantins de Rome et qui sont appelés le triumvirat de la goliardia romaine. De plus, le De Nobili avait fondé un mouvement antimonarchiste (opposé au pouvoir royal de l'époque et favorable à la constitution d'une république) soi-disant inspiré par la vie de Jésus-Christ.
Le 11 juillet 1896, le ministre de l'Instruction publique Guido Baccelli (1830-1916), membre de la gauche historique, est démis de ses fonctions par le président du Conseil Antonio di Rudinì, partisan de la droite historique, dans le cadre de la formation du IIIe gouvernement Rudinì, et pour être remplacé par Emanuele Gianturco (1857-1907), un modéré catholique. La substitution de Baccelli par Gianturco ne provoquant aucune réaction dans les milieux estudiantins, celui-ci vint en personne trouver le triumvirat dont faisait partie Filippo De Nobili pour leur demander d'organiser une quelconque manifestation pour faire sentir leur désagrément. Ceux-ci acceptèrent et une longue grève d'étudiant se propagea rapidement à travers l'université de Rome en menaçant de s'étendre à tous le royaume d'Italie. De nombreuses insultes sont proférées et des chansons paillardes tournant en dérision le ministre Gianturco et différents professeurs d'université sont écrites. Pour clore la grève, le gouvernement fait donc arrêter les chefs de la révolte. Filippo De Nobili est expulsé à vie de l'université de Rome « La Sapienza » et il est suspendu pendant deux ans, ainsi que les deux autres chefs du triumvirat, de toutes les universités d'Italie.
L'ex-ministre Guido Baccelli ne procura aucune aide aux étudiants arrêtés mais ceux-ci réussirent à obtenir un recours au sénat académique grâce à l'appui d'Antonio Labriola. Ils comparaissent donc devant le Conseil supérieur de l'instruction publique qui se tient dans les bâtiments de la Minerva de l'université. Parmi les gens présidant l'assemblée devant juger le triumvirat se trouvent le prix Nobel de littérature Giosuè Carducci (1835-1907), personnalité qui influença énormément le De Nobili par la suite, ainsi que le philologue et critique littéraire Francesco D'Ovidio (1849-1925). Le verdict initial fut finalement maintenu à la suite d'un vote du conseil,.
Filippo De Nobili reprend donc ses études en 1898, deux ans plus tard, à l'université de Messine où il rencontre le poète Giovanni Pascoli (treize fois médaille d'or au Concours universel de poésie latine d'Amsterdam) avec qui il entretiendra un rapport épistolaire tout au long de sa vie. Filippo accueillera par ailleurs Pascoli chez lui à Catanzaro en 1899. Il obtient finalement son diplôme en droit en devenant ainsi avocat avant de retourner dans sa ville natale à Catanzaro,,.

### Vie à Catanzaro

#### Bibliothécaire municipal

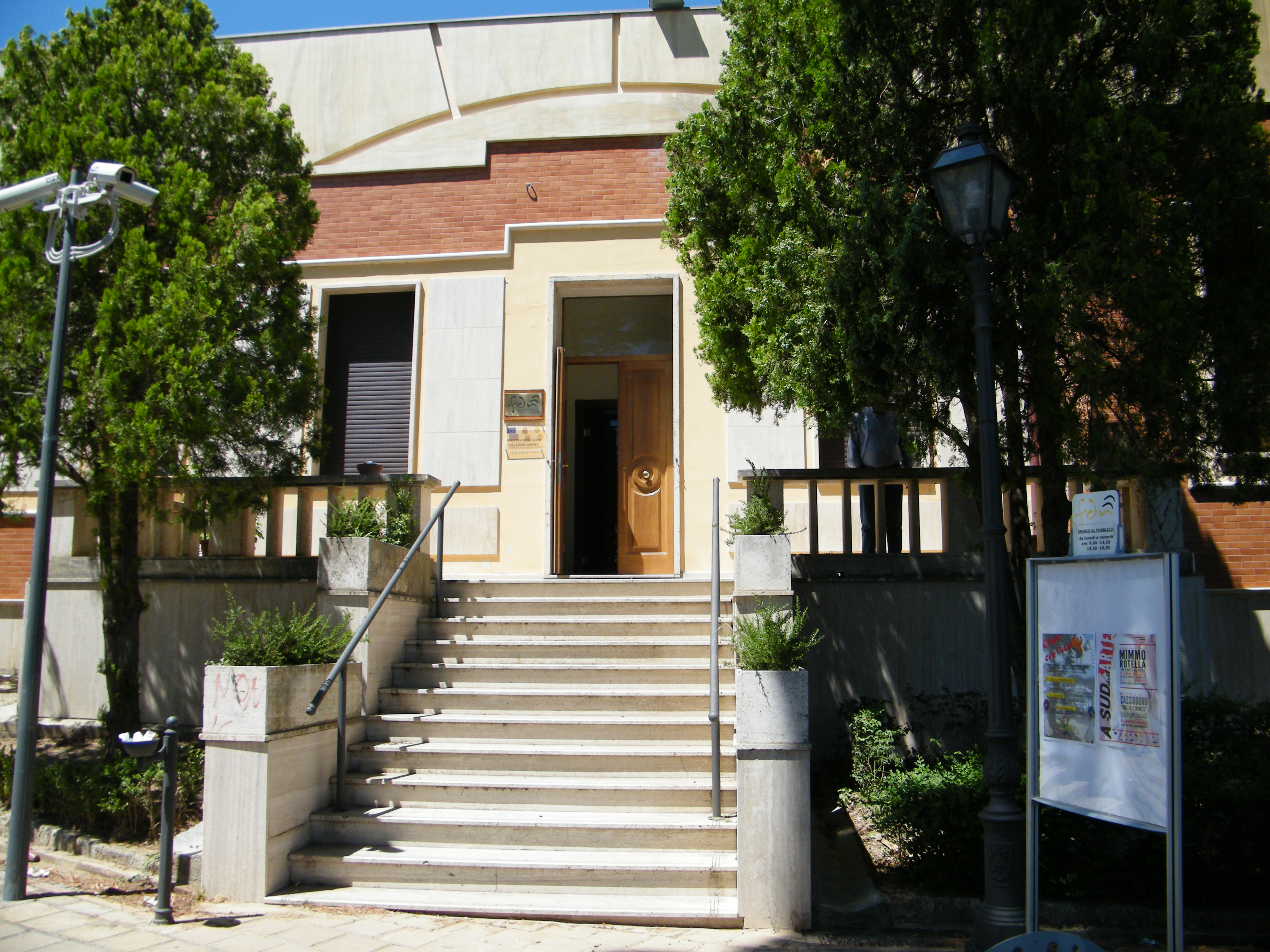
Bibliothèque municipale Filippo-De-Nobili.

En 1908, à l'âge de 32 ans, Filippo De Nobili succède à son père Carlo dans la direction de la bibliothèque municipale Filippo-De-Nobili qui s'appelait alors bibliothèque municipale de Catanzaro « Honnêteté et Travail » (biblioteca municipale di Catanzaro “Onestà e Lavoro” en italien). À l'époque, elle se trouvait au premier étage de la mairie de la Catanzaro, l'ancien palazzo De Nobili de la Bagliva, construit par le baron Emanuele De Nobili et vendu à la commune en 1863. Elle avait été fondée le 2 juin 1889 sur demande du sénateur et maire Giuseppe Antonio Rossi,.
En 1910, deux ans après que Filippo en soit devenu le directeur, la bibliothèque fusionne avec la bibliothèque populaire de Catanzaro (qui elle avait été fondée en 1868).
En 1958, après une invasion de termites, la bibliothèque est transférée dans les jardins de la villa Margherita (alors villa Trieste). Le nouveau siège est inauguré le 4 novembre 1958 en présence du sous-secrétaire d’État aux travaux publics, Tommaso Spasari et de l'écrivain Umberto Bosco. À cette occasion, la bibliothèque est renommée bibliothèque municipale Filippo-De-Nobili en l'honneur de son ancien directeur qui quitta son poste la même année après cinquante ans de direction. Le professeur et historien Augusto Placanica lui succédera en 1970 après une période de vacance,,.
Il adhère à l'Associazione italiana biblioteche dès sa fondation en 1930 et réapparaît parmi ses actionnaires après la Seconde Guerre mondiale. À ce titre, il est nommé inspecteur bibliographique honoraire pour les bibliothèques populaires (bibliothèques dirigées par une association) de la province de Catanzaro.

#### Journalisme et linguistique
Filippo De Nobili assume aussi la charge de rédacteur et de journaliste. Ainsi, il reprend, à la suite de son père Carlo De Nobili, la rédaction de l'hebdomadaire en dialecte calabrais U Spatrunatu qui avait été fondé par l'avocat socialiste Ernesto Peronaci (né en 1874 à Cosenza) quelque temps avant 1889. Au tout début des années 1900, il travaille une seconde fois en collaboration avec Peronaci et devient le cofondateur du journal Battaglia, publié à Catanzaro.
En 1891, il écrit une monographie nommée Cenni storici sulla ginnastica (Scène historique sur la gymnastique en français) sur la base d'un discours fait dans le centre de gymnastique de Catanzaro le 16 août 1891 et qui est publié aux éditions Officina Tipografica di Giuseppe Caliò.
Il écrivit sous le surnom de Fideno (initiale de Filippo De Nobili) pour des magazines de satire politique dont U Strolacu, écrit en dialecte calabrais, qu'il rédige aux-côtés de Michele Cozzupoli, d'Orsini Mazzotta, de Giovanni Patari, d'Antonio Scalese et de son père Carlo De Nobili qui lui signait Olrac (son prénom inversé).
Filippo De Nobili est aussi rédacteur au journal politique et littéraire La Giovane Calabria, hebdomadaire puis mensuel imprimé à Catanzaro. Ce périodique d'inspiration socialiste traite des problèmes économiques et sociaux de la société prolétaire calabraise. Il y côtoie Alfonso Frangipane et Giovanni Patari (également son co-rédacteur dans U Strolacu) ainsi que son ami d'enfance Giuseppe Casalinuovo, père du ministre Mario Casalinuovo, qui y est rédacteur en chef.
À partir de 1921, le linguiste Gerhard Rohlfs commence à effectuer des recherches sur les différents dialectes calabrais selon chaque commune de la région. Il publie ainsi, en plusieurs tomes (le dernier paraîtra en 1977), un des premiers dictionnaires calabro-italien suivi d'une annexe et d'un répertoire étymologique. Pour écrire et publier le premier tome, Rohlfs se fait aider par trois calabrais de la province de Catanzaro : le poète Vittorio Butera (1877-1955), Filippo De Nobili et l'avocat Federico Cinnante (grand-père d'Augusto Placanica, futur successeur de Filippo De Nobili à la direction de la Bibliothèque municipale).

### Influence culturelle

#### Lien avec Corrado Alvaro

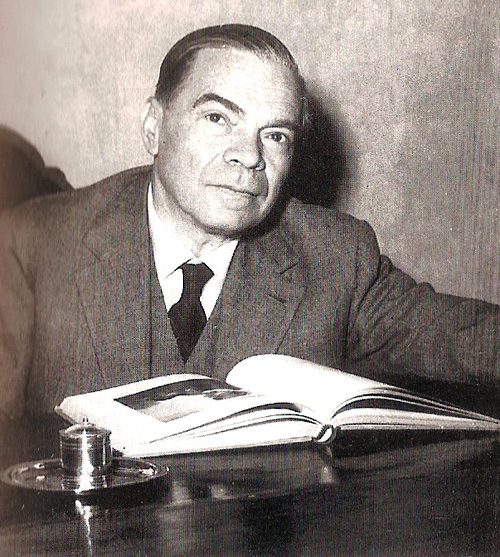
Corrado Alvaro en 1920.

Filippo De Nobili rencontre Corrado Alvaro en 1913, alors que celui-ci est lycéen au  Lycée classique « Pasquale Galluppi » à Catanzaro, et il lui réserve un coin de la bibliothèque municipale jusqu'en janvier 1915, date à laquelle le futur écrivain part combattre durant la Première Guerre mondiale. Corrado Alvaro (1985, San Luca - 1956, Rome) obtient le prix Strega (équivalent italien du prix Goncourt) en 1951 pour son roman Quasi una vita. De plus il est considéré comme une des 5 grands auteurs italiens des années 1950 avec Carlo Levi, Alberto Moravia, Mario Soldati et Domenico Rea.
Par la suite, Alvaro écrira un roman en l'honneur de Filippo De Nobili, Mastrangelina, qui sera publié à titre posthume en 1960, soit un an après la mort de son écrivain. Cette œuvre est la seconde d'un cycle, Memorie del mondo sommerso (Mémoire d'un monde immergé en français), dont le premier tome est paru en 1946 et qui raconte la vie de Rinaldo Diacono (alter ego de Corrado Alvaro) depuis sa naissance dans un petit village de Calabre jusqu'à son arrivée à Rome avec le début de l'ère fasciste. Mastrangelina est le surnom de Vitaliano Stabili (alter ego de Filippo De Nobili dans les romans d'Alvaro), directeur de la bibliothèque de Turio (Turio étant le nom donné à la ville de Catanzaro), et qui est dans le roman le maître de Rinaldo Diacono. Ainsi, Mastrangelina est en fait l'histoire romancée de la rencontre entre le De Nobili et Alvaro,.

#### Lien avec Umberto Bosco
Filippo De Nobili entretient également un rapport important avec l'historien et homme de lettres Umberto Bosco (1900-1987) qui fut son disciple à l'époque où il étudiait. Dès lors, ils entretinrent un rapport très fort et Bosco qualifie leur rencontre de « ma première vie culturelle ». Par la suite, l'historien fit de nombreuses fois mention du De Nobili dans ses livres (comme en 1975 dans Pagine calabresi qu'il lui dédie ainsi qu'à Giuseppe Isnardi, dans Scritti sul teatro en 1989),,. Le 7 février 1962, Filippo meurt à Catanzaro et, le 31 mars de la même année, Umberto Bosco présente à Crotone (chef-lieu de la province de Crotone, dans le nord-est de la Calabre) une oraison funèbre qui sera à l'origine de l'ouvrage Commemorazione di Filippo de Nobili (Commémoration de Filippo De Nobili en français) publié aux éditions Pirozzi.

#### Correspondants épistolaires
Filippo De Nobili entretint tout au long de sa vie de nombreux rapports épistolaires avec des personnalités éminentes aussi bien du monde artistique et culturel que politique. Parmi celles-ci, on compte on compte Piero Calamandrei (1889-1956), le journaliste et écrivain Guido Puccio (1894-1980), l'historien Giuseppe Isnardi (1886-1965) qui contribua à cartographier la Calabre pour l'Encyclopédie Treccani, le ministre communiste Fausto Gullo (1887-1974), le ministre socialiste Mario Casalinuovo (fils de son ami d'enfance Giuseppe Casalinuovo), le sénateur communiste Nicola Vaccaro (1922-1964), le marquis De Riso, le journaliste et écrivain Luigi Aliquò Lenzi (1875-1944), l'historien et naturaliste Elio Augusto Di Carlo (1918-1998) et enfin le peintre et essayiste Alfonso Frangipane (1881-1970). Il rencontre aussi le linguiste et académicien Giovanni Nencioni en 1947 qui recueillera ses témoignages pour son chapitre Incontro impoetico col poeta.

### Activité politique et antifascisme
Vers 1910, il est nommé membre du Comité exécutif de la Chambre du Travail de la province de Catanzaro, chargé de s'occuper des bibliothèques populaires. En 1916, la Société calabraise d'histoire patrie (Società Calabrese di Storia Patria), institut faisant partie des députations nationales d'histoire patrie, est créée et Filippo De Nobili est invité à en devenir membre du comité provisoire. Trois ans plus tard, en 1919, il devient le président du comité de cette même société pour la ville de Catanzaro. En 1921, le Comité régional calabrais des Amis des Monuments et de l'Art le nomme membre effectif et délégué provincial pour Catanzaro. Entre 1921 et 1923, Filippo De Nobili est membre du Conseil provincial de statistique de la province de Catanzaro. Par la suite, il est également membre du conseil de direction du Cercle de culture Fausto Squillace (Circolo di cultura : Fausto Squillace) de Catanzaro. En 1923, il fait partie du comité exécutif pour la construction d'un monument à Tommaso Campanella dans la ville de Stilo. Ce comité avait alors pour directeur le philosophe Giovanni Gentile et comme sous-directeur le ministre Antonino Anile, un des signataires du Manifeste des intellectuels antifascistes,.
En 1922, le Parti national fasciste, dirigé par Benito Mussolini, arrive au pouvoir. Filippo De Nobili s'oppose alors au régime en devenant ainsi un des principaux antifascistes de Catanzaro au côté du communiste révolutionnaire Francesco Maruca (1898-1962), ébéniste de profession, qui fut arrêté par le régime fasciste en 1924 et 1942. En août 1942, peu de temps après avoir été libéré, Francesco fonde la Fédération communiste de la province de Catanzaro grâce au soutien de Filippo qui y adhère et en devient le principal membre après Maruca lui-même. Une poésie mettant en parallèle le lien entre De Nobili et Maruca, surnommés respectivement il topo (la souris en français) et il falegname (l'ébéniste), fut d'ailleurs écrite par Corrado Alvaro et publiée de manière posthume en 1987,,.
Lors d'une visite officielle de Benito Mussolini à Catanzaro, Filippo De Nobili se moqua publiquement de ce dernier en imitant l'attitude que le Duce avait quand il était à la fenêtre de la Piazza Venezia.
Déjà considéré par ses contemporains comme un « rebelle » (on relèvera par exemple la citation d'Augusto Placanica : « l'âme de rebelle était plus présente chez lui vieux que chez beaucoup de jeunes ») à cause de ses anciennes actions contre le ministre Gianturco, il s'oppose également au régime fasciste italien et rédige de nombreux et féroces épigrammes contre ses dirigeants.
Il est resté célèbre pour son refus, en 1934, de la distinction de chevalier de l'ordre de la Couronne d'Italie (une des distinctions les plus hautes du royaume) quand il répondit au roi : « Je suis reconnaissant pour la preuve de bienveillance que vous avez daigné m'accorder mais je serais encore plus reconnaissant si, en échange de l'honneur, que je n'ai jamais désiré et que je ne désire pas, elle veuille bien donner une allocation raisonnable à la bibliothèque que je dirige » (en italien : « Le sono grato della prova di benevolenza, che si è degnata d'accordarmi, ma le sarò gratissimo se, in cambio dell'onorificenza, che non ho mai desiderato e non desidero, ella vorrà ottenere un congruo sussidio alla Biblioteca da me diretta »),.
Déjà ouvertement opposé au monarchisme dans sa jeunesse (il avait fondé un mouvement antimonarchiste dans les années 1890 à Rome), Filippo De Nobili se fait également connaître pour ses idéaux socialistes et communistes (il avait été un disciple du théoricien marxiste Antonio Labriola). Il fut proche de nombreuses personnalités politiques de gauche comme le député radical Nicola Lombardi, le ministre socialiste Mario Casalinuovo, le ministre communiste Fausto Gullo et le sénateur communiste Nicola Vaccaro. En fin de vie, Filippo adhère à l'anarchisme révolutionnaire.

## Œuvres

### Ouvrages historiques
- Catanzaro 1809-1860
- Fascicoli di Bibliografia Calabrese
- Cronaca catanzarese del 1883, de Carlo De Nobili et Filippo De Nobili.
- Elenchi degli amministratori di Catanzaro, de Carlo De Nobili et Filippo De Nobili.
- Bibliografia delle tradizioni popolari calabresi

### Poésies
- Poesie e prose di Don Pippo De Nobili : Caleidoscopio (février 1944), recueil de poèmes sur la vie à Catanzaro durant les bouleversements fascistes.
- Poesie : E qui si piange ancora... (octobre 1946).

## Distinctions et hommages

### Décorations
Chevalier de l'ordre de la Couronne d'Italie (1934), refusé la même année.
 Médaille d'or de l'ordre du Mérite à la Culture et aux Arts (1959).

### Éponymie

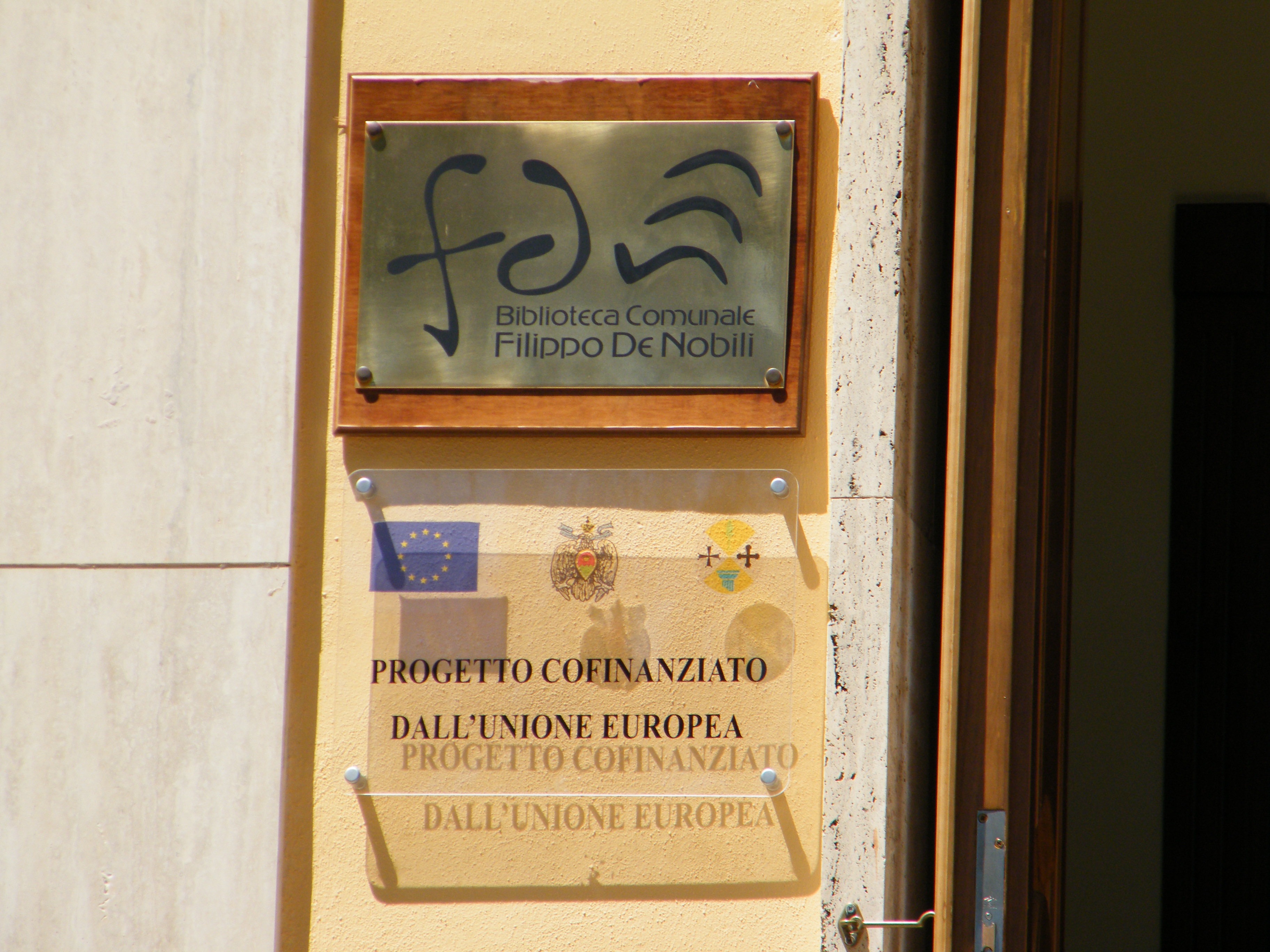
Plaque à l'entrée de la bibliothèque municipale Filippo-De-Nobili.

- Il donna son nom à la bibliothèque municipale Filippo-De-Nobili en 1958[25].
- Il existe à Catanzaro une salle des archives d'État « Filippo De Nobili »[25].

### Hommages littéraires
Outre le roman Mastrangelina écrit par Corrado Alvaro, plusieurs chapitres lui furent dédiés dans des livres de Giovanni Nencioni et d'Umberto Bosco,. Des ouvrages entièrement sur lui furent écrits par : 
- Giuseppe Gironda, qui écrivit en 1960 Un bibliotecario publié par Il Messaggero[25].
- Giuseppe Isnardi, auteur de Filippo De Nobili. (In memoriam) publié par l'Archivio storico per la Calabria e la Lucania, 1962[25].
- Guerriera Guerrieri, auteure en 1963 de Un bibliotecario rimpianto (Don Pippo De Nobili) chez l'Almanacco dei bibliotecari italiani[25].
- Giulio Aromolo réunit des notes et divers textes laissé par Filippo De Nobili est en tire Filippo de Nobili : frammenti di memorie e di carteggio, publié à Catanzaro en 1963 aux éditions FATA. Ce livre est aujourd'hui présent dans la bibliothèque municipale Filippo-De-Nobili à Catanzaro ainsi qu'à la biblioteca nazionale Vittorio Emanuele III à Naples[51].

### Civiltà di Calabria
Le livre Civiltà di Calabria: studi in memoria di Filippo De Nobili fut écrit par Augusto Placanica, Guerriera Guerrieri (directrice de la bibliothèque nationale de Naples), Giovanni Nencioni, Guido Puccio et enfin Francesco Tigani Sava pour le chapitre sur les correspondants de Filippo De Nobili. De nombreuses autres personnes y participent tels Franco Mosino, Ferdinando Cordova, Margherita Isnardi Parente, Luigi Lombardi Satriani, Francesco Milito, Maria Minicuci, Ernesto Pontieri, Gerhard Rohlfs et Emilia Zinzi